# Iglesia protestante del Marais
La Iglesia protestante del Marais es una iglesia ubicada en el número 17 de la rue Saint-Antoine en el distrito de Marais de París miembro de la parroquia de la Iglesia protestante unida de Francia.

## Historia

### Iglesia del convento de la Visitación Sainte-Marie (1632-1789)
La antigua iglesia del convento de la Visitación Sainte-Marie, que fue la casa madre de los conventos de la Visitación en París. El convento fundado en 1621 por iniciativa de François de Sales y Jeanne de Chantal en el Hôtel du Petit-Bourbon en la esquina de la rue du Petit-Musc y la rue de la Cerisaie fue ampliado en 1628 con la adquisición del Hôtel de Cossé 17 rue Saint-Antoine y una casa contigua.
El antiguo monasterio fue construido entre 1632 y 1632 por el maestro constructor Michel Villedo sobre los planos de François Mansart entre 1632 y 1634, bajo el nombre de " Sainte-Marie-des-Anges ". Noël Brûlart de Sillery, caballero de la Orden de Malta y escudero de honor de la reina María de Médicis, es el fundador de la iglesia de las Hijas de Santa María en la rue Saint-Antoine.
Había otros tres conventos de esta orden en París: en Faubourg-Saint-Jacques ; rue du Bac y en Chaillot.

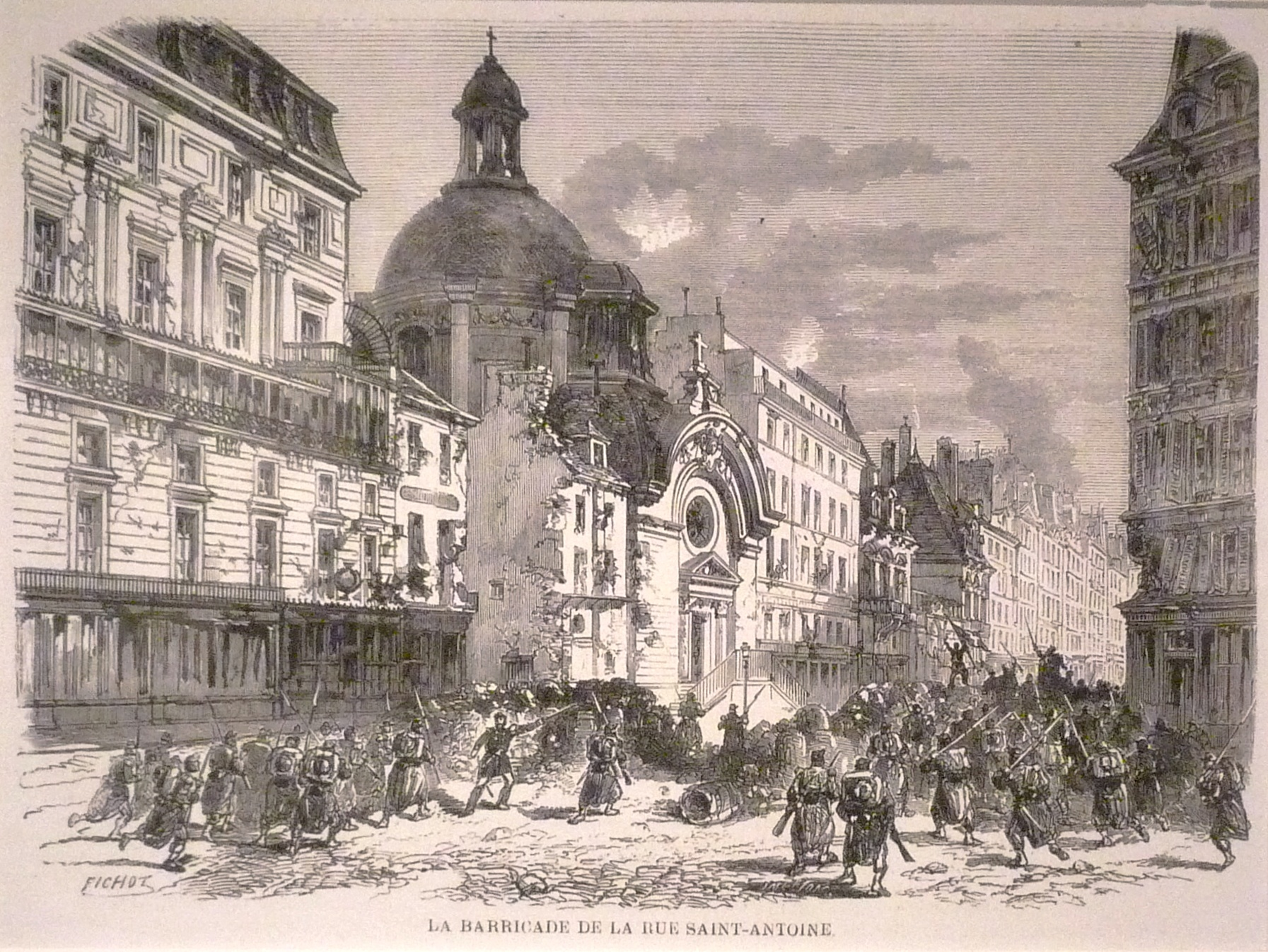
Durante la época de la Comuna.

La familia de Nicolás Fouquet, el famoso superintendente de finanzas, poseía allí una cámara acorazada. Después de su muerte en 1680, el cuerpo de Nicolás Fouquet se mantuvo primero en la iglesia de Sainte-Claire de Pignerol, antes de ser trasladado un año después a la tumba familiar en París. Todavía descansa en esta bóveda, ahora tapiada, pero ninguna inscripción conmemorativa recuerda su memoria. Henri de Sévigné, esposo de Marie de Rabutin-Chantal, una célebre escritora de cartas francesa, también está enterrado en este santuario.
La finca del convento incluía un jardín trasero que se amplió hacia el este con la adquisición en la década de 1740 de parte del del Hôtel de Lesdiguières.
La iglesia sirvió como depósito de libros durante la Revolución, la casa conventual fue vendida en 1796 y 1797 con sus dependencias a particulares y la rue Castex fue inaugurada en 1805 en su ubicación.

### Templo protestante de Marais (1802-hoy)
Por decreto del Primer Cónsul Bonaparte, esta iglesia se destina al culto reformado el 3 de diciembre de 1802, y se conviertio en un templo protestante. El culto se ha celebrado allí desde el 1 de mayo de 1803.
Está clasificado como monumento histórico por un decreto del 18 de février de 1887 bajo el nombre de templo de Sainte-Marie. Es posible realizar una visita guiada por el edificio previa solicitud y durante la apertura todos los sábados por la tarde. Desde diciembre de 2018, se están llevado a cabo importantes trabajos de restauración dentro.

## Entierros
- 1634: Marie de Bèze
- 1636: Philippe I de Coulanges
- 1641: André II Fremiot, abad de Ferrières en Gâtinais y de Saint-Étienne en Dijon y Decano de los Consejeros de Estado.
- 1687: Christophe de Coulanges, abad de Livry.

## Descripción
Este templo está inspirado en el Panteón de Roma; Mansart hizo construir allí una rotonda, de 13,50 mètres de diámetro, a la que se adosan cuatro capillas según un plano centrado. Contrariamente a la costumbre, el templo está orientado de norte a sur, con la entrada al norte y la mesa de la comunión al sur.

### Exterior

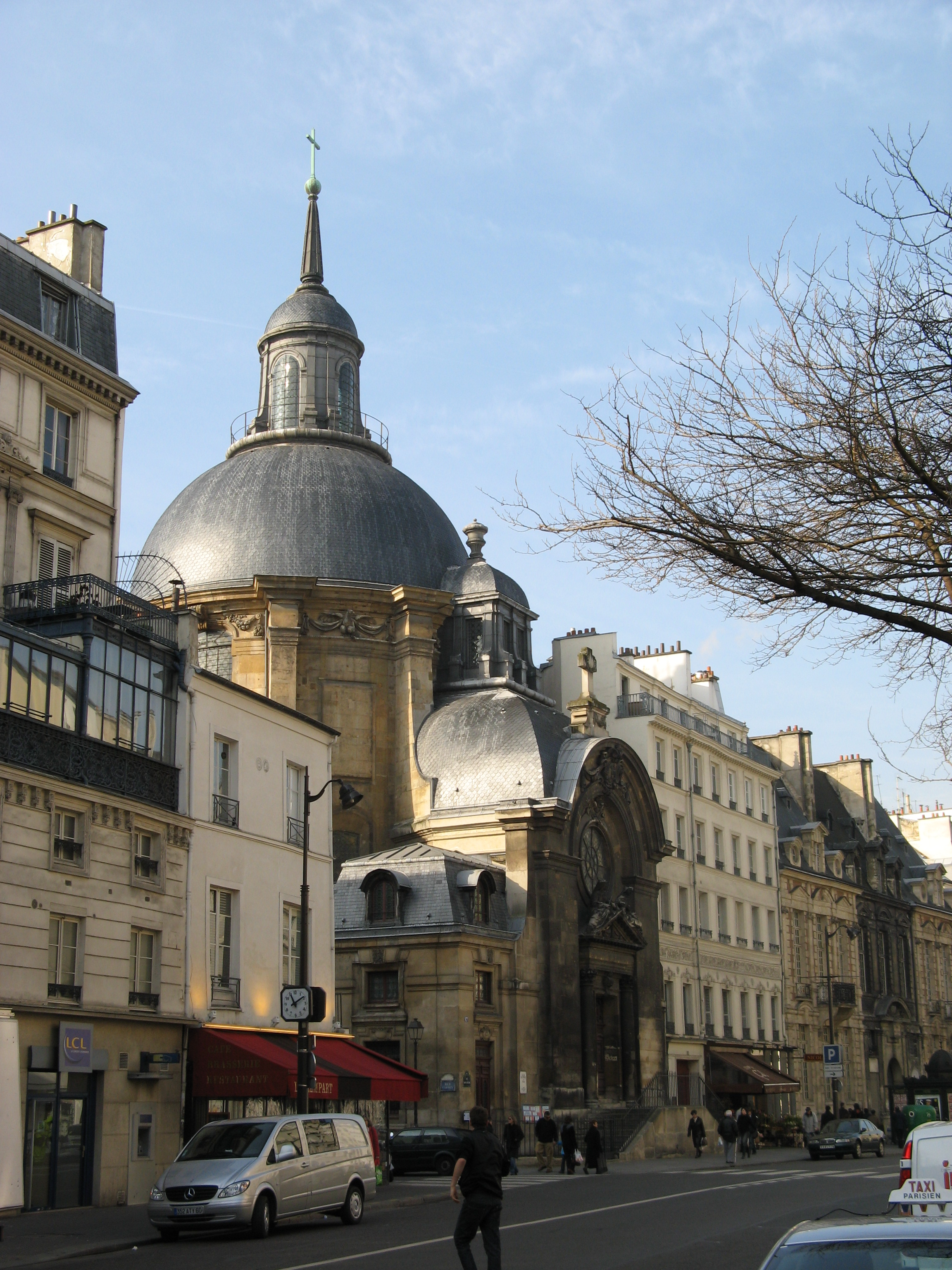
Vitas de la iglesia en la rue Saint-Antoine
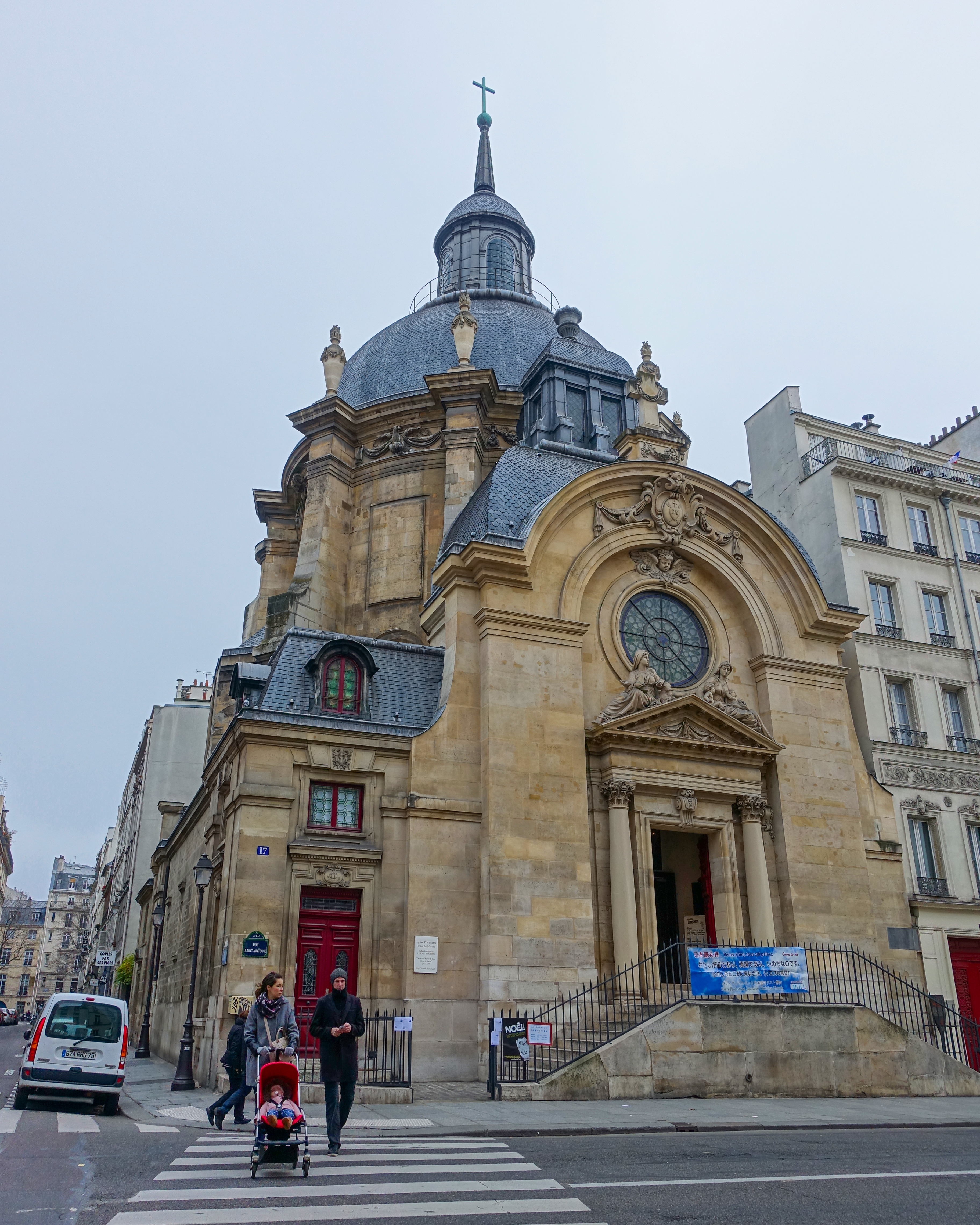
Vista de la fachada
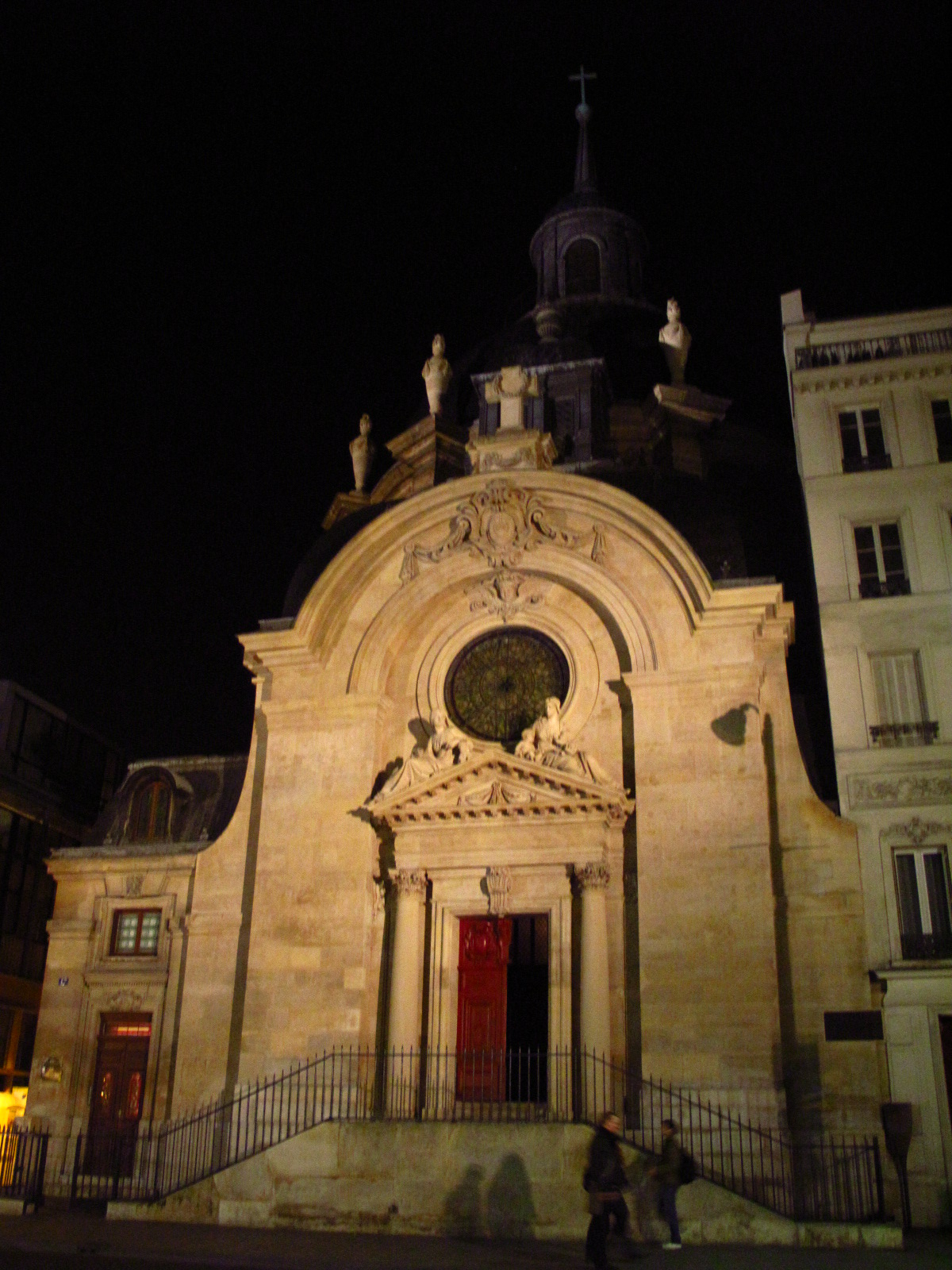
Entrada principal
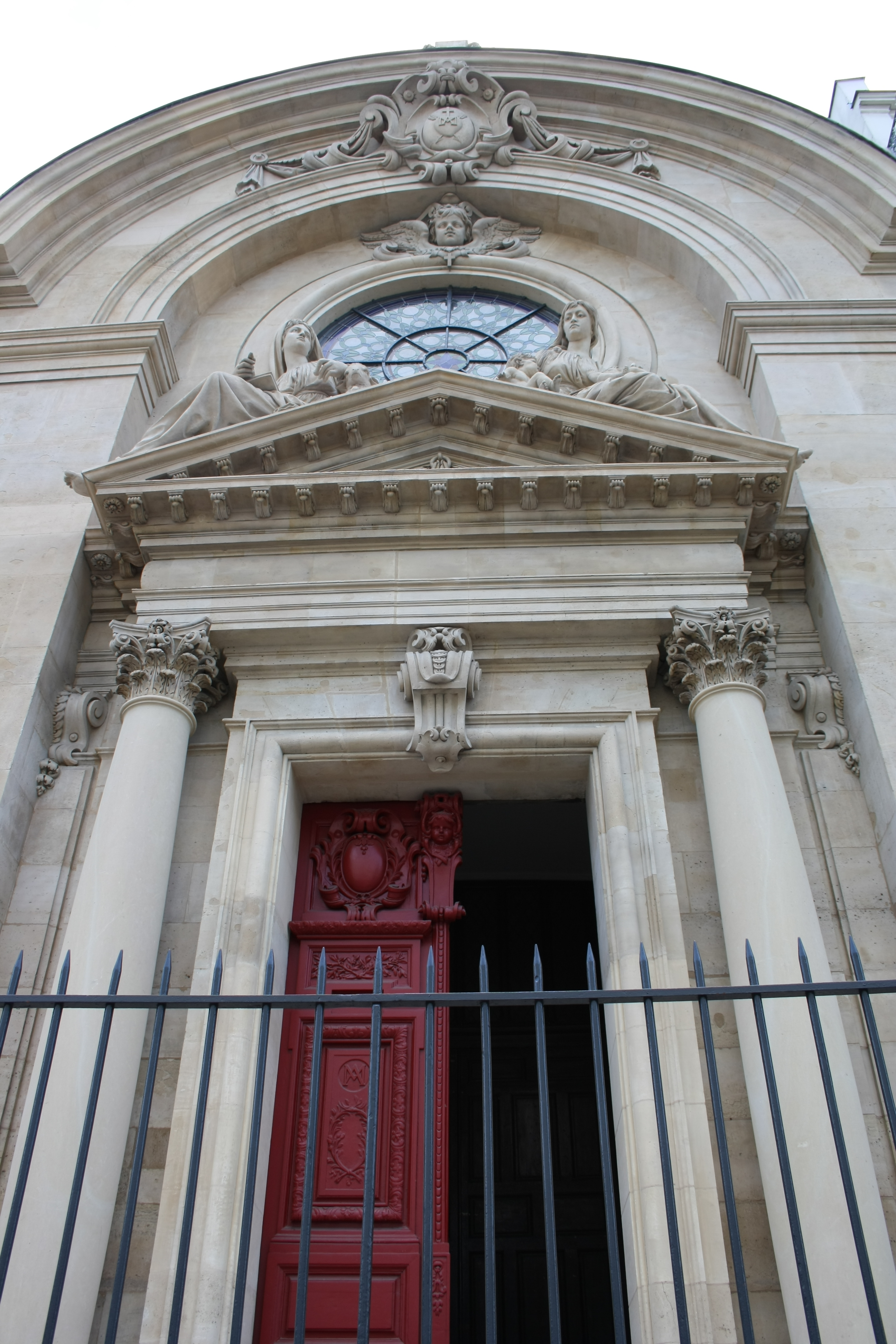
Escorzo del portal principal

### Interior
Existen cuatro capillas en hornacina.

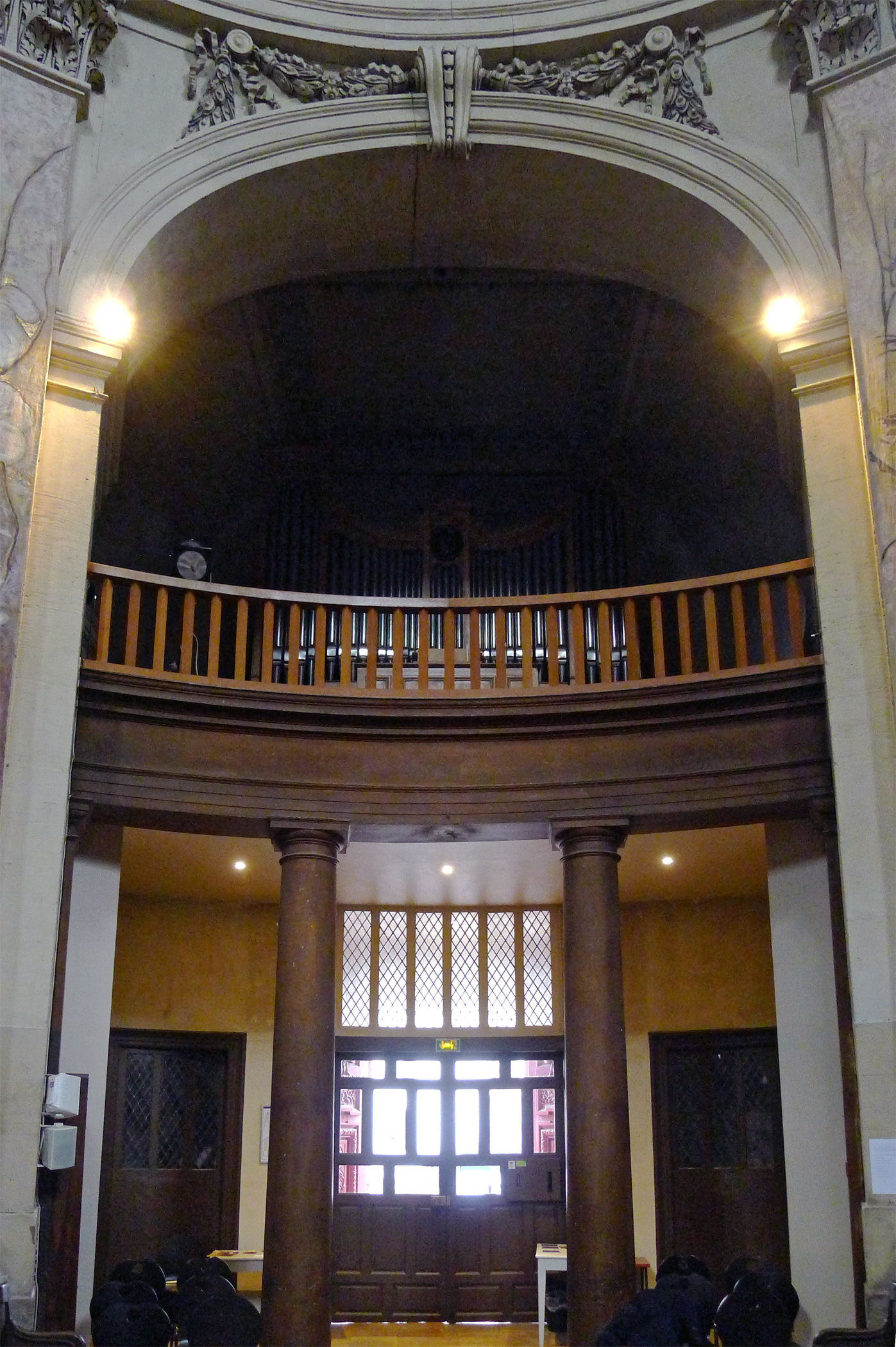
Hornacina de entrada, con el órgano de galería.
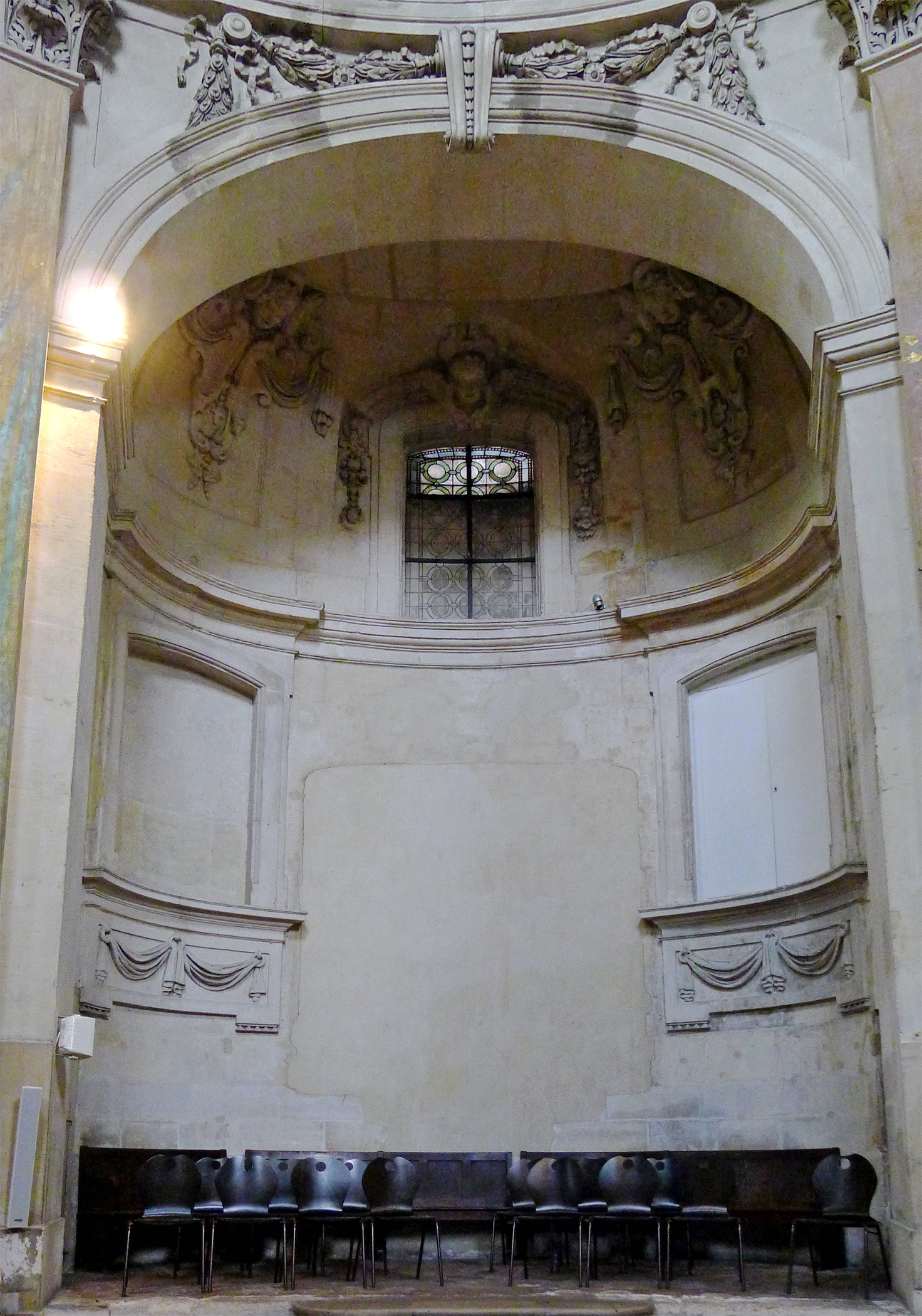
Nicho este.
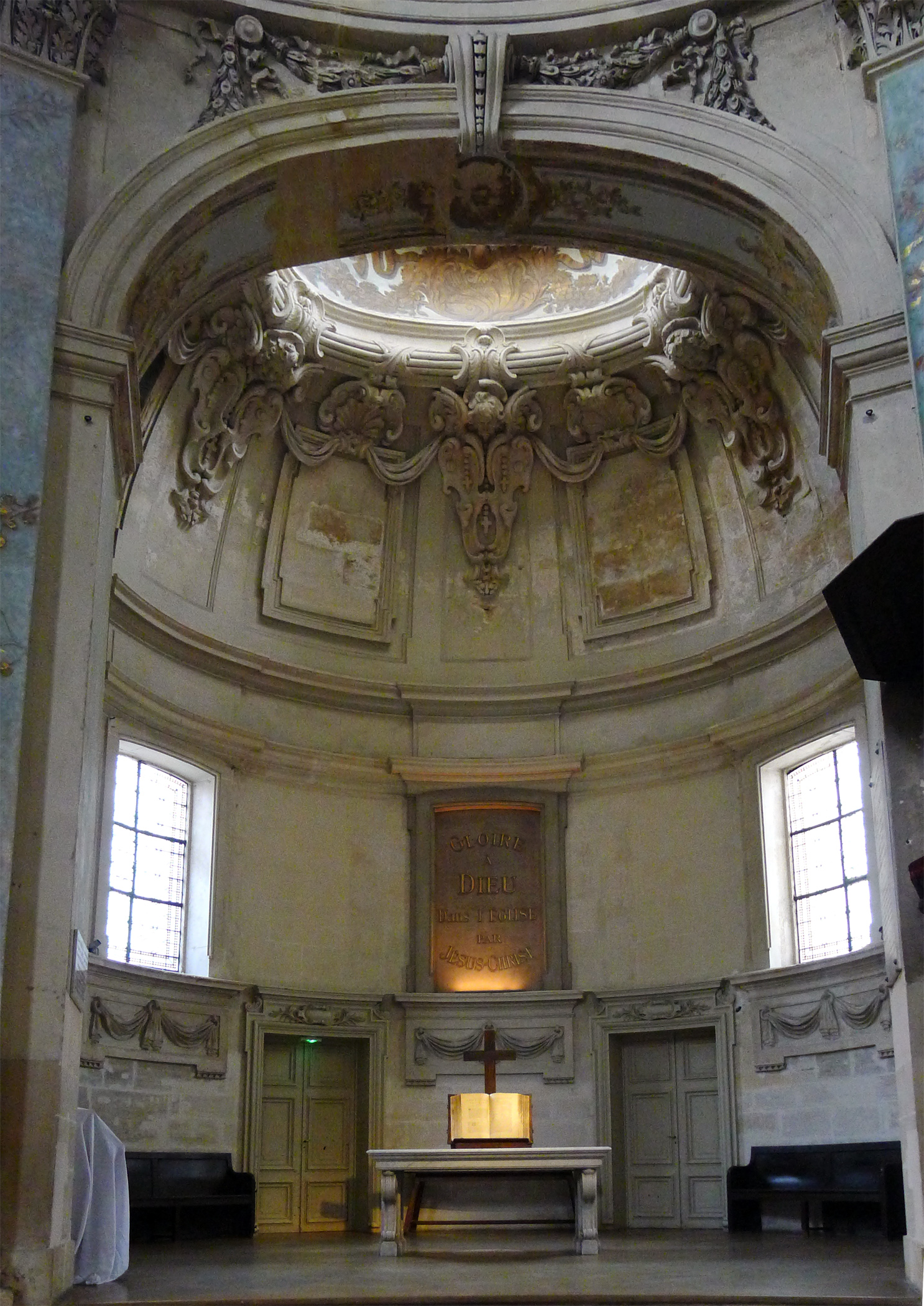
Capilla sur con la mesa de comunión.
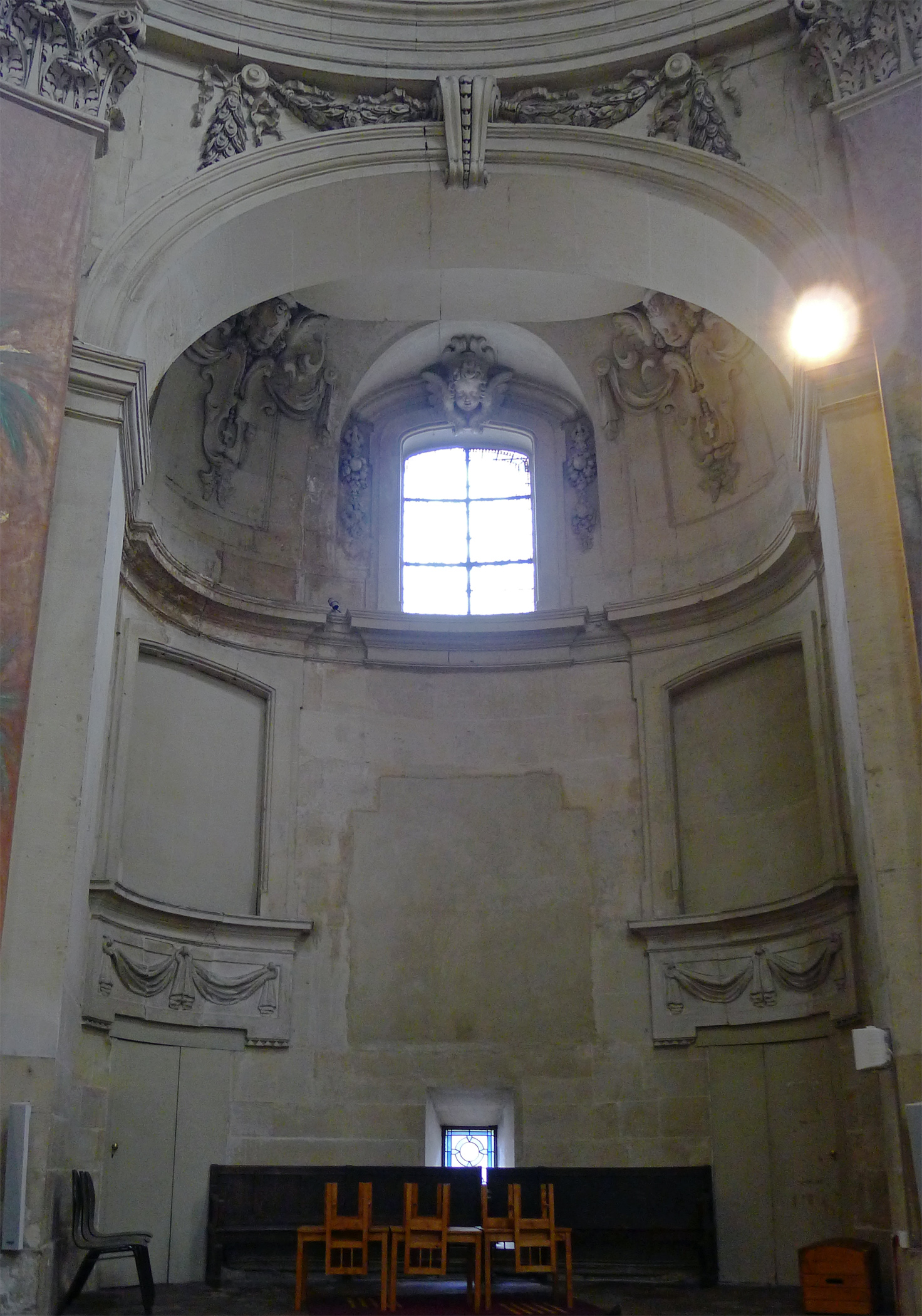
Nicho oeste.

En el centro del templo hay una notable cúpula circular coronada por una linterna.

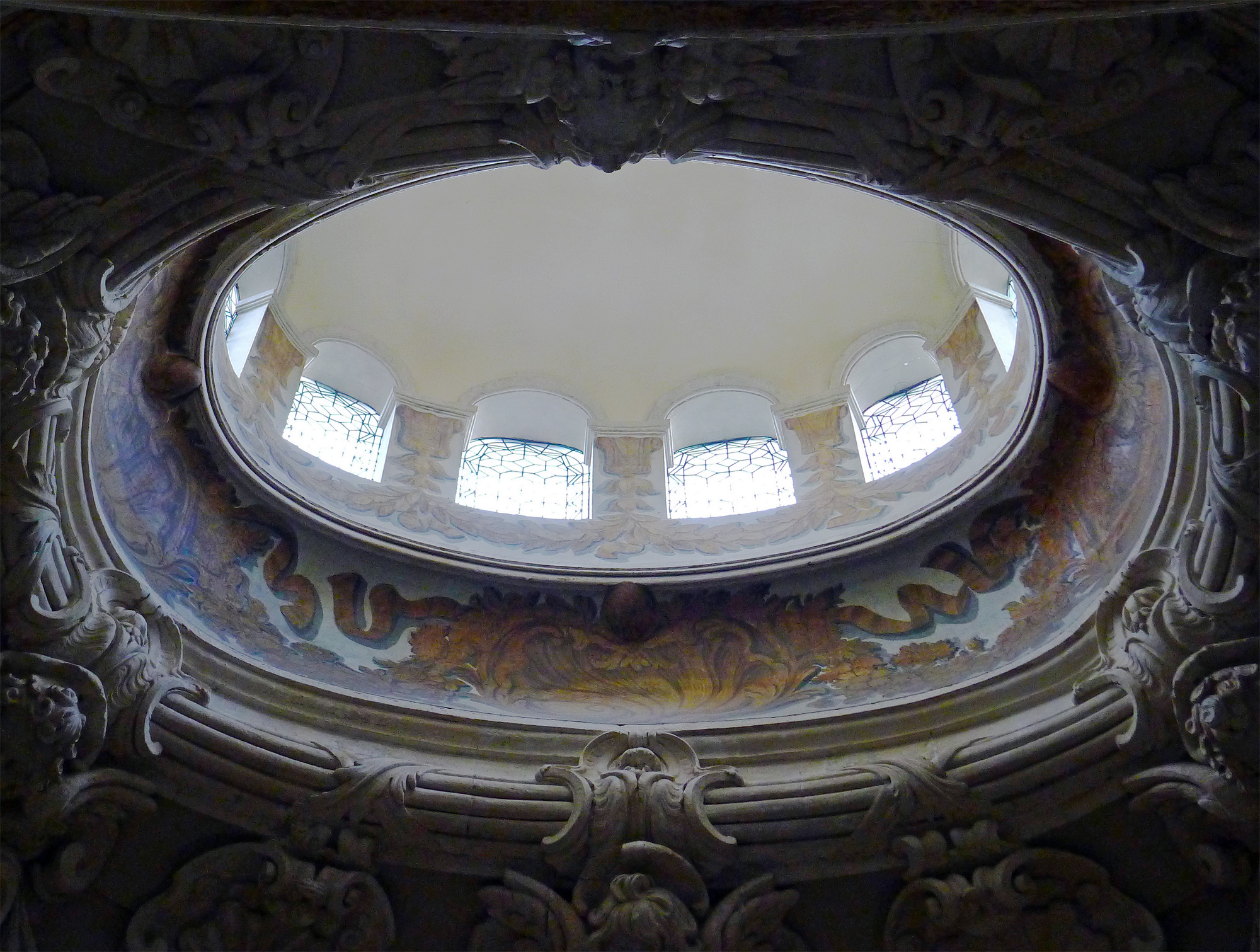
Visión de conjunto.
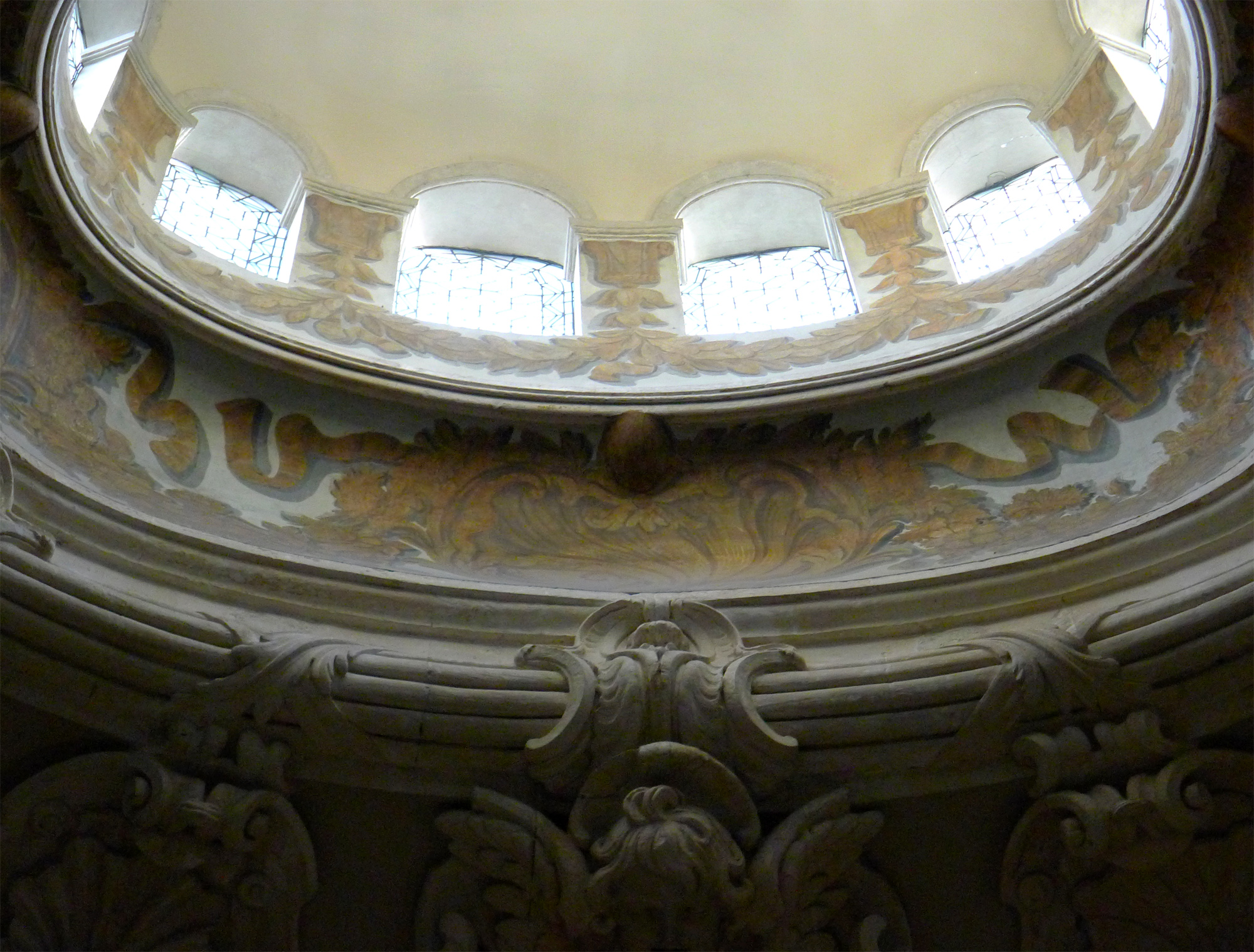
Detalle.

- Patrones que rodean la abertura central.
- Detalle de la abertura central.

El coro donde se encuentra el altar también está coronado por una cúpula.; De forma elipsoidal, esta cúpula está ricamente decorada con frescos y motivos esculpidos.

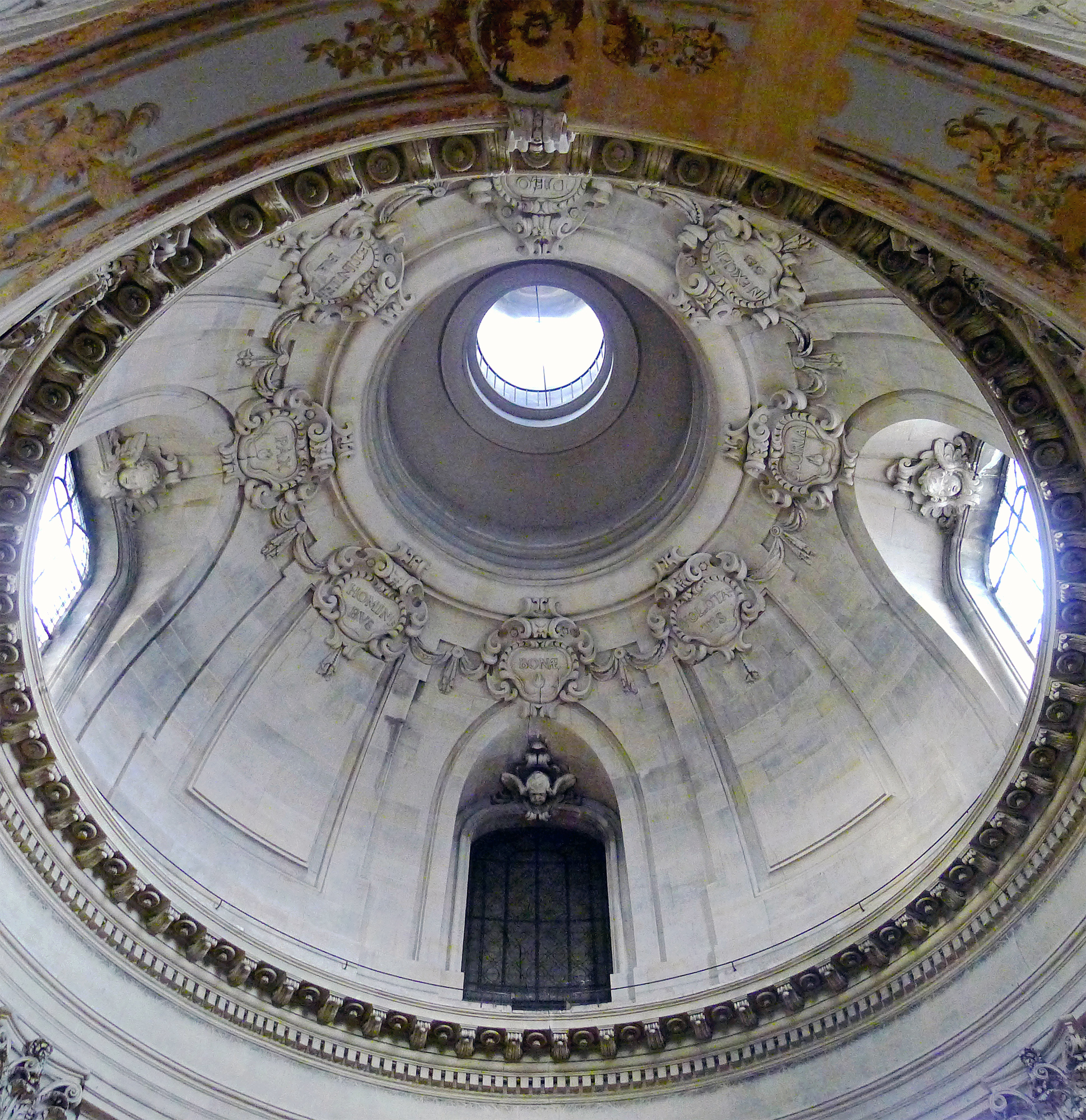
Visión de conjunto.
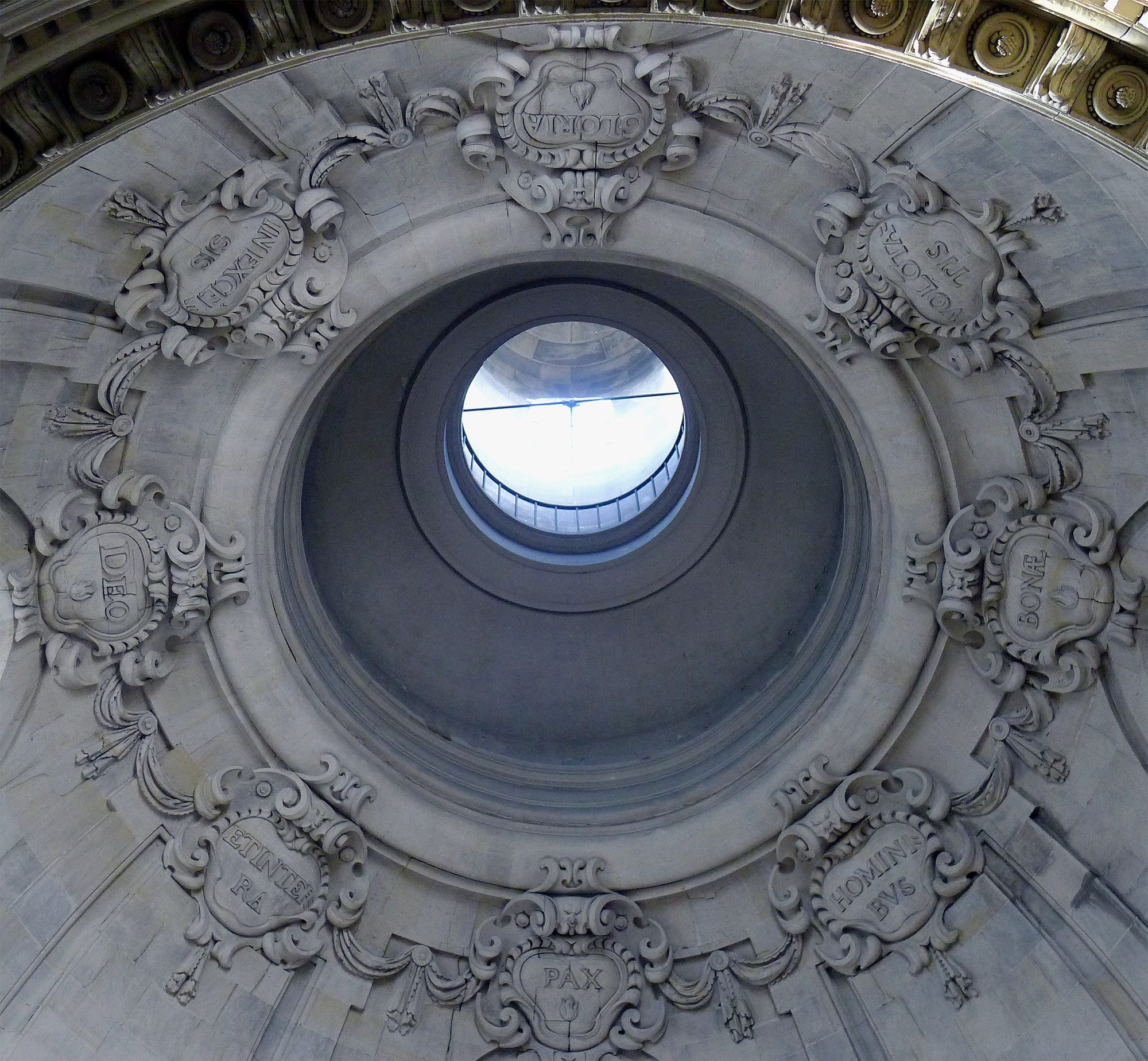
Patrones que rodean la abertura central.
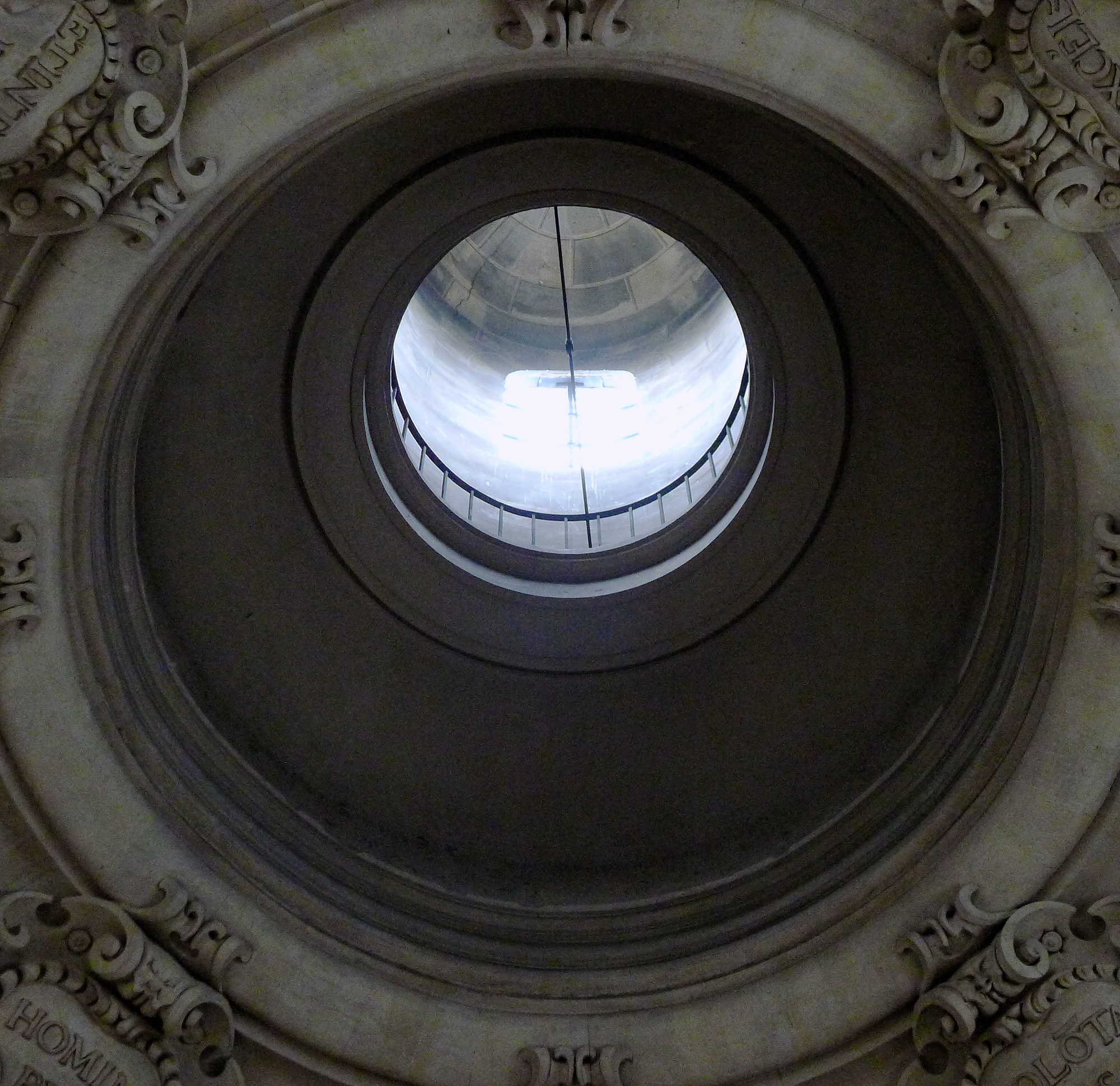
Detalle de la abertura central.

- Detalle.

El altar, de gran sencillez, tiene una magnífica Biblia de atril que se presenta abierta en el medio.

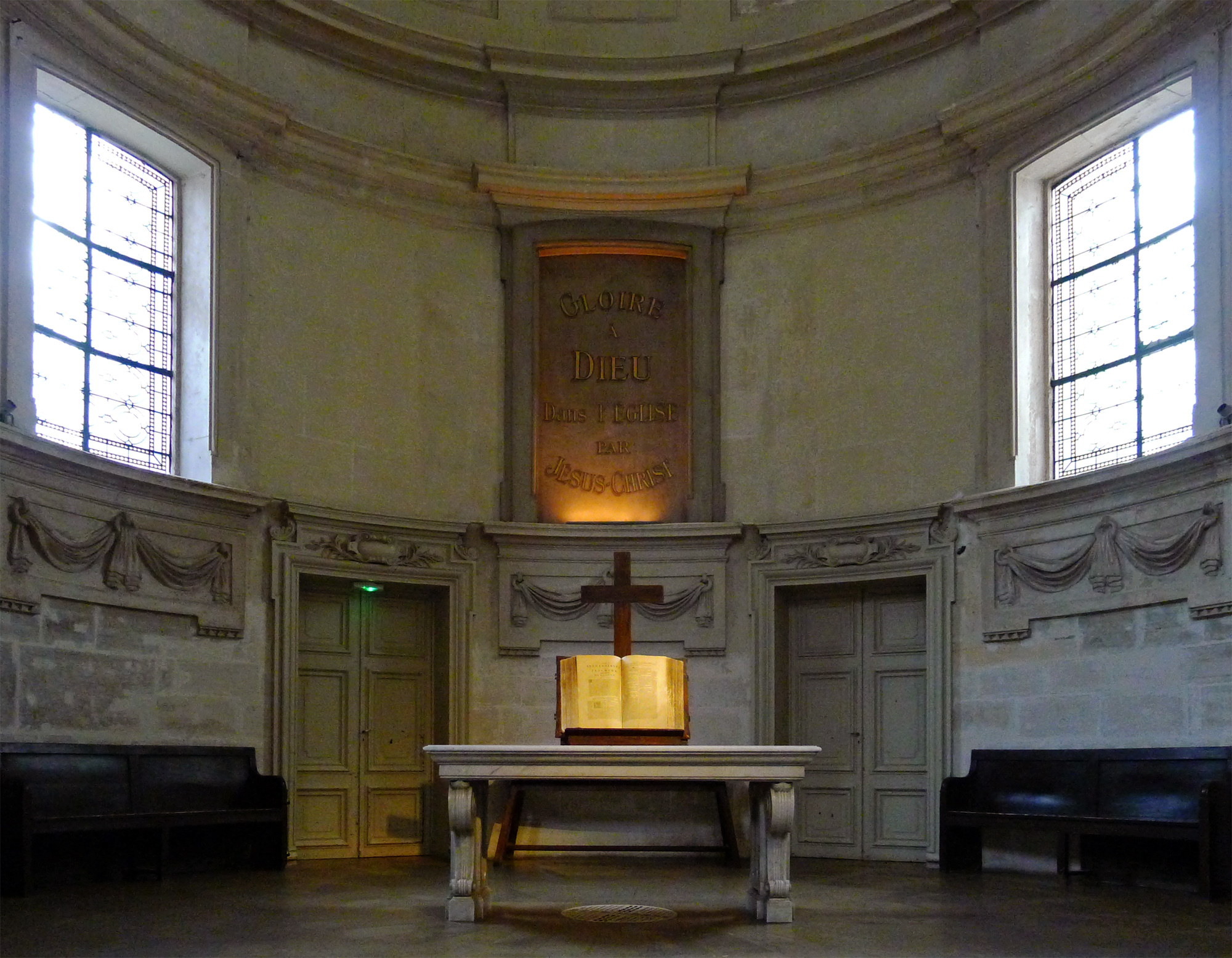
Coro y altar.
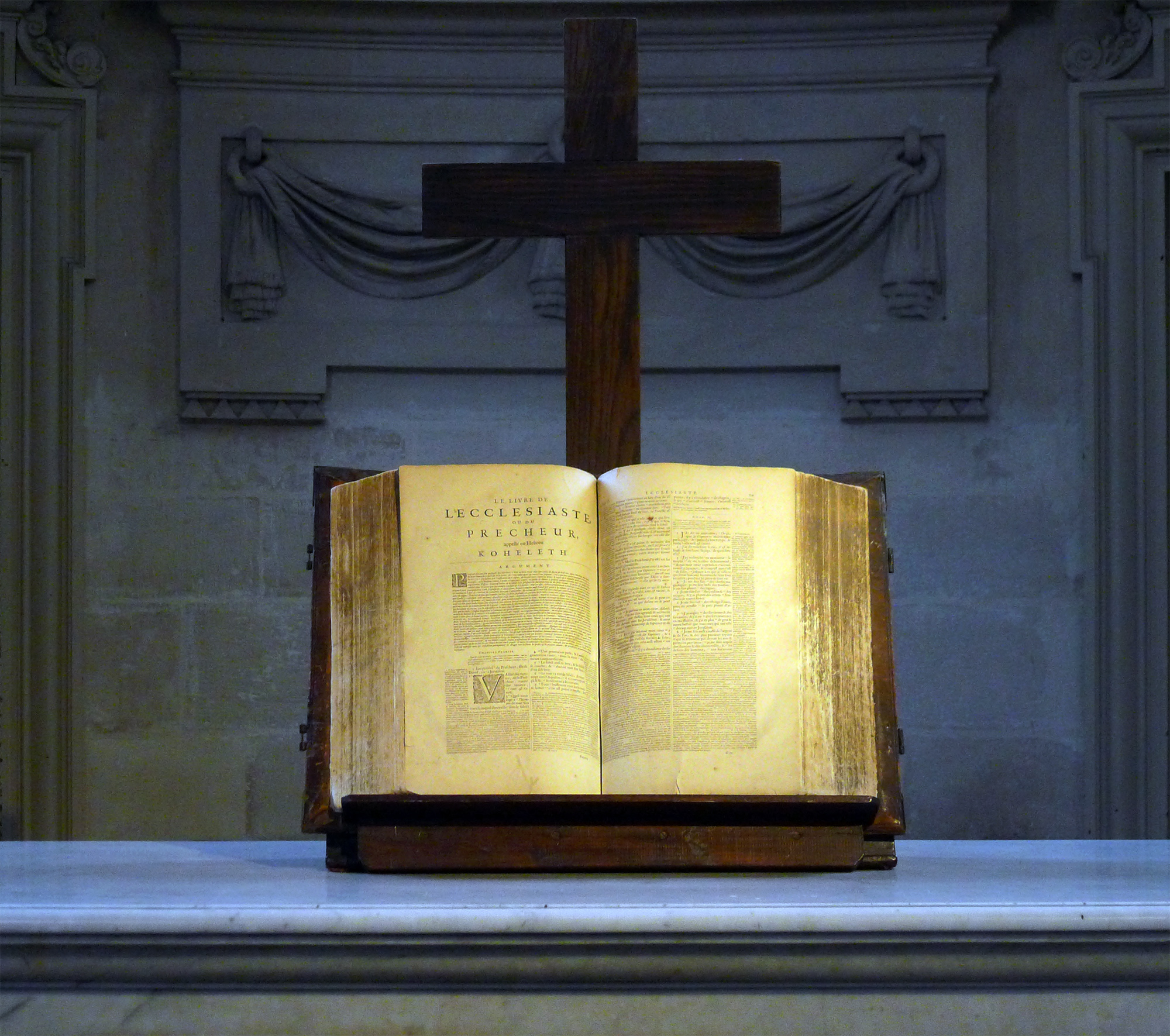
Biblia de atril.

El templo también cuenta con un órgano de galería, algunos muebles y algunas obras de arte, todas de modesta construcción.

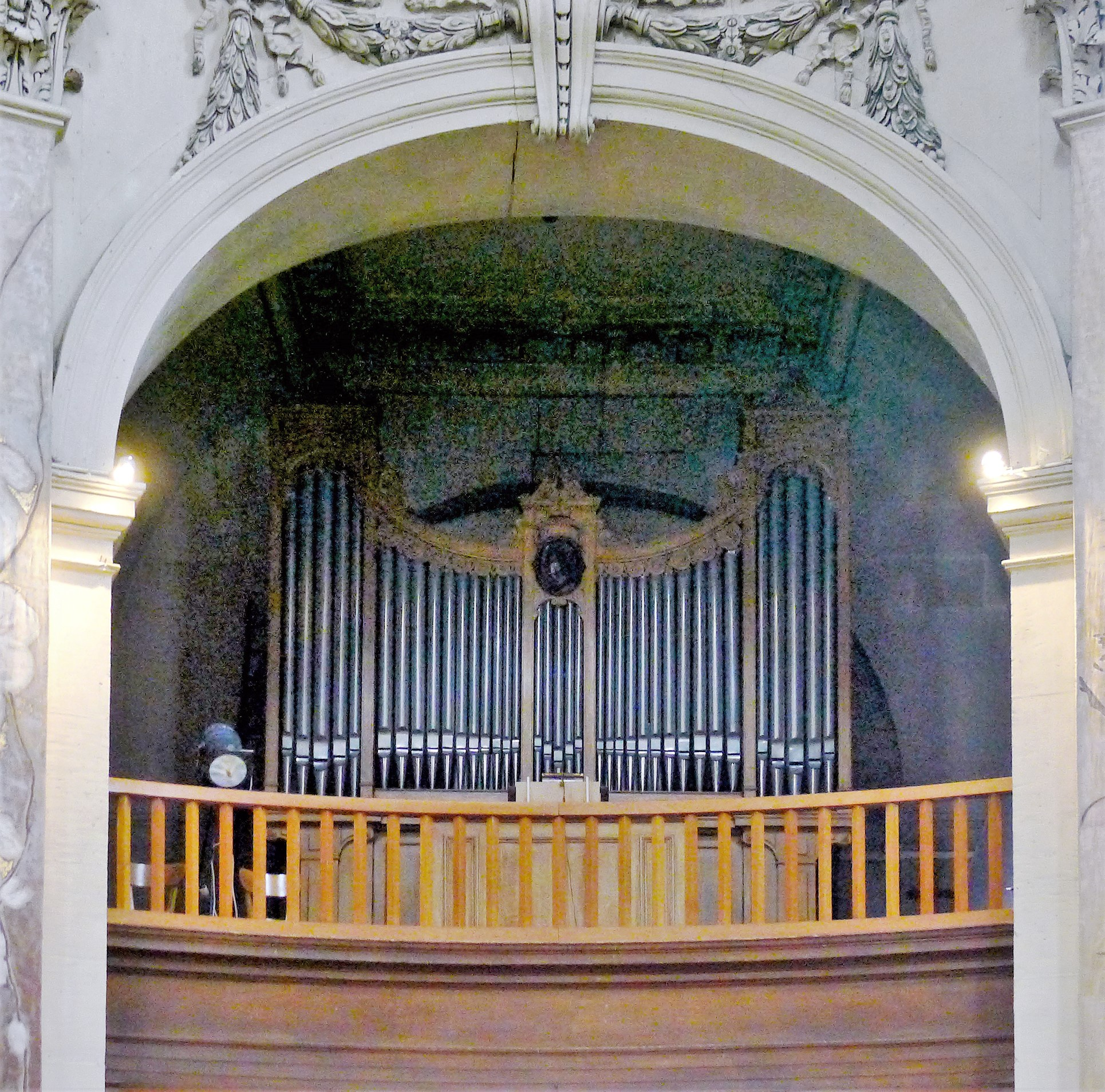
Organo.
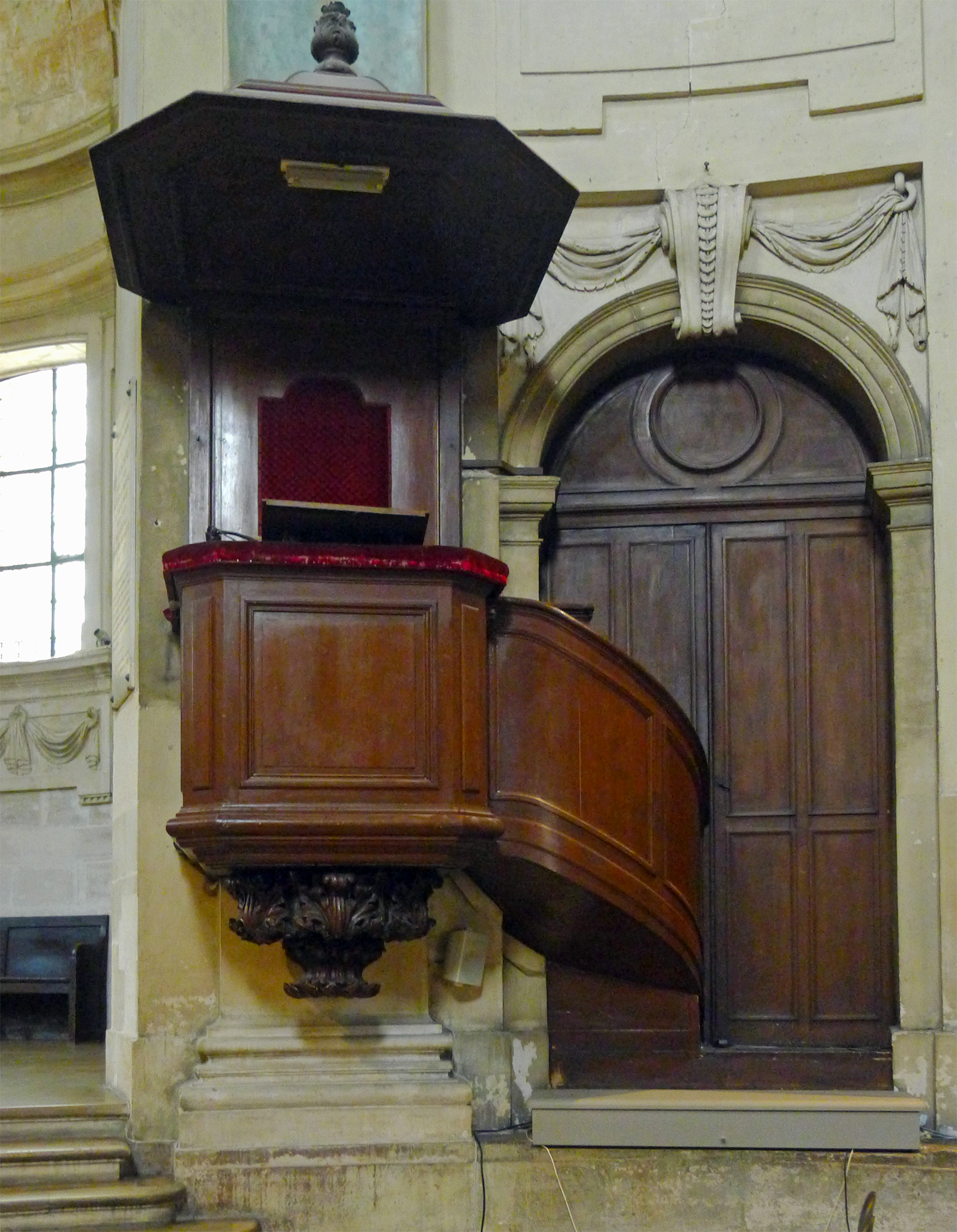
Púlpito.
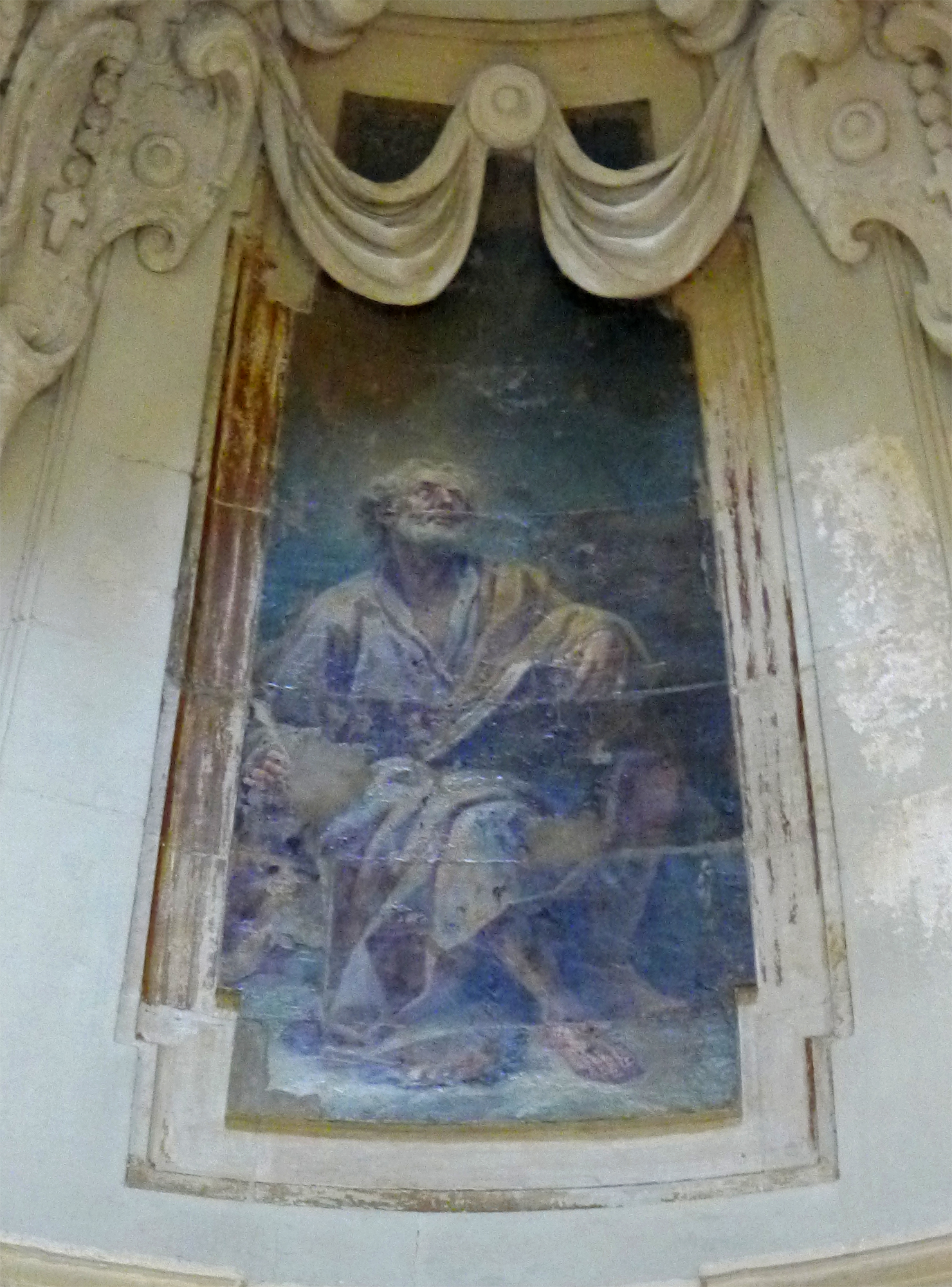
Fresco.